# Hoplochaitophorus dicksoni
Hoplochaitophorus dicksoni är en insektsart som beskrevs av Quednau 1999. Hoplochaitophorus dicksoni ingår i släktet Hoplochaitophorus och familjen långrörsbladlöss. Inga underarter finns listade i Catalogue of Life.